# Carl Woese
Carl Richard Woese, ameriški mikrobiolog in biofizik, * 15. julij 1928, Syracuse, New York, Združene države Amerike, † 30. december 2012, Urbana, Illinois, ZDA.

## Življenje in izobrazba
Obiskoval je akademijo Deerfield v Massachusettsu. Pri svojem 22 letu je diplomiral iz matematike in fizike na šoli Amherst college, hkrati pa je opravil le en tečaj biologije (biokemija) in ni imel nobenega zanimanja za rastline in živali.
To zanimanje se je pojavilo, ko mu William M. Fairbank predlagal, da naj se usmeri v biofiziko na Yaleu. 3 leta kasneje je doktoriral iz biofizike, njegova raziskava pa se je osredotočala na deaktivacijo virusov s toploto in ionizirajočim sevanjem. Poleg tega je dve leti študiral medicino na Univerzi v Rochestru, vendar je univerzo zapustil po dveh dneh prakse. Potem je postal podoktorski raziskovalec biofizike na Yaleu. Usmeril se je v raziskovanje bakterijskih spor.Delal je tudi kot biofizik v General Electic Research Laboratoryju v New Yorku. Kasneje se je pridružil mikrobiološki fakulteti univezre v Ilanois-u, Področja, ki jih je preiskoval so bila genetika, arheje in molekularna evolucija. 
Postal je tudi profesor na inštitutu za gensko biologijo Univerze Illinoisa v Urbani in Champaignu, ki je bila po njegovi smrti poimenovana po njem, v njegovo čast.

## Delo in odkritja

### Delo na genetskem kodu
Ko je v Knolls General Electric ustanovil svoj laboratorij, je svojo pozornost usmeril na genetski kod. Zanimanje med fiziki in molekularnimi biologi o povezavi med 20 aminokislinami in 4 bazami nukleinskih kislin, je bilo vedno večje, zato so se začeli združevati in jih raziskovati. Woese je izdal številne članke, ki so se navezovali na nove strukture DNA. V enem od teh člankov, je opisal povezavo med molekulami RNA in DNA. Kasneje je ponovno ocenil pridobljene podatke povezane s hipotezo, da imajo virusi le eno bazo namesto treh, da bi te aminokisline dekodirali je predlagal uporabo 18 kodonov, ki bi pravilno napovedali prolin. Druga dela so vzpostavila mehanični temelje prevajanja beljakovin, vendar po Woese-vem mnenju spregledan evolucijski razvoj genetske kode.
Leto 1962 je Woese preživel kot raziskovalec na Pasteurjevem inštitutu v Parizu. Intenzivno se je ukvarjal z molekularno biologijo izražanja in regulacije genov. Tam je spoznal gospo Solspiegelman, ki ga je povabila na univerzo v Illanoyu, ko ji je Woese povedal njegove raziskovalne cilje. Na tem obisku mu je Spiegelman ponudila službo, z začetkom v jeseni 1964. S prostostjo raziskovanja tudi med manj znanimi vejami bioloških raziskav, je Woese začel preiskovati genetsko kodo in se spraševati, kako so se razvila zaporedja kodonov in njihov prehod v aminokislinsko zaporedje.

### Odkritje tretje domene
Skozi večji del 20. stoletja so bili prokarionti obravnavani kot skupina organizmov, in razvrščeni na podlagi njihove biokemije, morfologije in metabolizma. V zelo vplivnem članku iz leta 1962 sta Roger Stanier in C. B. van Niel prvič ugotovila delitev celične organizacije na prokarionte in evkarionte, pri čemer prokarionti niso imeli celičnega jedra. Ta koncept je bil hitro sprejet kot najpomembnejše razlikovanje med organizmi, kljub temu pa so bili skeptični do poskusov mikrobiologov, ki so poizkušali narediti naravno filogenetsko klasifikacijo bakterij. Domnevalo se je, da ima vse življenje skupnega prednika, ki pa je prokariont.
Leta 1977 sta Carl Woese in George E. Fox z eksperimentom ovrgla uveljavljeno hipotezo o strukturi evolucijskega drevesa življenja. Odkrila sta mikrobno življenje, ki sta ga poimenovala arhe-bakterije ali arheje. Ugotovilo se je, da so arheje tretje kraljestvo življenja, ki se razlikuje od bakterij, rastlin ter živali. S tem znanjem je Woese ponovno narisal evolucijsko drevo s sistemom treh domen. Življenje je razdelil v 28 glavnih vej, vključenih v te tri domene. 
V Woesejevem filogenetskem drevesu na temeljih Woesejeve rRNA analize, črta na dnu drevesa predstavlja zadnjega skupnega prednika vrste. Sprejetje Woesetove filogenetske opredelitve, je bil počasen postopek. Ugledni biologi, kot sta Slavador Luria in Ernst Mayr, so nasprotovali njegovi opredelitvi prokariontov. Pritoževali so se tudi nad njegovo osebnostjo. Desetletje na področju katalogiziranja oligo-nukleotidov mu je uničilo ugled. V časopisih pa je bil naslovljen, kot: ˝Microbiology's scarred revolutionary˝. Naraščujoče število podatkov, ki so podpirali njegovo hipotezo, pa je vodilo k priznanju arhej v znanstveni skupnosti. Dandanes le malo znanstvenikov podpira idejo o enotni Prokariji. 
Pomembnost tega odkritja je imela svoje posledice tudi pri iskanju življenja na drugih planetih. Pred odkritjem Woese-ja in Fox-a so znanstveniki menili, da so arheje ekstremni organizmi. Zdaj večina verjame, da so starodavni in da imajo močne evolucijske povezave s prvimi organizmi na zemlji. Organizmi podobni prvim arhejam, ki obstajajo v zelo ekstremnih okoljih in imajo možnost razvoja na drugih planetih, katerih razmere so ugodne za ekstremofile.
Woesejeva raziskava, kaže na neverjetno raznolikost mikrobioloških vej. Enocelični organizmi predstavljajo večino genetske presnovne biološke raznolikosti v biosferi, ker so mikrobi ključnega pomena za bio-geo-kemične cikle ki skrbijo za delovanje biosfere. Woesova prizadevanja za razjasnitev razvoja in raznolikosti mikrobov so pomenila neprecenljivo odkritje za ekologe in naravovarstvenike. Ta teorija prispeva veliko k hipotezi evolucije in k našemu poznavanju zgodovine življenja. 

### Evolucija primarnih tipov celic
Woese je predvideval o obdobju hitrega razvoja, v katerem, je prišlo do velikega prenašanja genov med organizmi. Woese in Fox sta leta 1977 prvič napisala da so bili te organizmi imenovani progenoti. Niso bili kompleksni, zaradi njihovega prevajalskega aparata za gene, ki ni imel veliko napak.
Povzročal je visoke stopnje mutacij, ki so omejevale interakcije med celicami in velikostjo genoma. Zaradi tega je bil omogočen horizontalni prenos genov in pospešena revolucija po celotnem ekosistemu. Prehod na sodobne celice, se je zgodil ko genski prevajalni organizmi niso več sprejemali tujih genov. To je povzročilo večjo stopnjo organizacije, kompleksnosti in povezanosti v organizmu.
V kasnejših letih se je Woesejevo delo osredotočilo na analizo genov, da bi razjasnilo pomen horizontalnega prenosa genov, za evolucijo. Delal je podrobne analize filogenov, aminoacilov, tRNA sintaz in vpliv tega prenosa na encime v organizmu. Cilj te raziskave je bila razlaga, kako so se osnovne celice razvile iz RNA sveta. 

## Pogled na biologijo
Vprašanja biologov 21 stoletja vsa izhajajo iz narave in nastanka biološke organizacije. Ker se je biologija tako razvila pogled ni bil več viden kot spreminjanje oblik organizmov, ampak kot proces evolucije. 
Vprašanje biološke organizacije je vidno v dveh smereh: prva je razvoj celične organizacije, npr. razvoj prevajalskega aparata genov in genetske kode. Izvor naravnih hierarhij, ki se natančno prilagodijo v celične procese, ki tvorijo celice. Vključuje tudi vprašanje o številu različnih osnovnih tipov celic, ki obstajajo na zemlji in ali so vse izvirale iz ene same. Druga glavna smer vključuje naravo globalnega ekosistema. Bakterije so glavni organizmi na tem planetu po številu, skupni masi in pomembnosti za ravnovesje. Prav zato je mikrobna ekologija tista, ki potrebuje pozornost in razvoj, tako v pogojih in v dejstvih, ki jih potrebujemo za razumevanje.
Woese je menil, da ima biologija najpomembnejšo vlogo v družbi in bi morala biti omogočena širšemu namenu, kot je zasledovanje inženirske kariere. Kar je bilo znanstveno priznano fiziki je treba priznati tudi biologiji. Po eni strani se spopada s problemi, ki jih postavlja družba, po drugi pa poskuša ljudi predstaviti in jim pokazati svoj svet in sebe. Prav ta funkcija dandanes dejansko manjka.

## Čast in zapuščina
Woese je postal leta 1988 član Nacionalne akademije znanosti, leta 1992 pa je prejel Leeuwenhoekovo medaljo, ki je najvišja čast za mikrobiologe. Dve leti kasneje mu je akademija podelila nagrado Selmana A. Waksmana za mikrobiologijo. Leta 2000 je prejel nacionalno medaljo znanost, leta 2003 pa Crafoordovo nagrado od Kraljeve švedske akademije znanosti za odkritje tretje življenjske domene. Leta 2006 je postal tuji član Kraljeve družbe.
Njemu v čast so poimenovali števline mikrobne vrste, kot so Pirococcus woesei, Methanobrevibacter woesei in Conexibacter woesei. 
Mikrobiolog Justin Sonnenburg z Univerze Stanford je dejal: »Prispevek iz leta 1977 je najvplivnejši v mikrobiologiji in nedvomno v celotni biologiji. Lahko se primerja z Darwinovim delom, ker zagotavlja evolucijski okvir za neverjetno raznolikost mikrobnega sveta.«
Glede dela Woeseja o horizontalnem prenosu genov, kot primarnega evolucijskega procesa je profesor Norman R. z Univerze Kolorada dejal: »Mislim, da je Woese za biologijo naredil več kot katerikoli biolog v zgodovini, vključno z Darwinom. Naučiti se je treba še marsikaj in zgodbo, ki jo je pisal, je sijajno razlagal.«˝

## Smrt
Umrl je 30. decembra 2012, v starosti 84 let, v mestu Urbana v zvezni državi Illinois v Združenih državah Amerike, zaradi komplikacij pri raku na trebušni slinavki. 